# Euphorbia xylophylloides
Euphorbia xylophylloides är en törelväxtart som beskrevs av Adolphe-Théodore Brongniart och Lem.. Euphorbia xylophylloides ingår i släktet törlar, och familjen törelväxter.
Artens utbredningsområde är Madagaskar. Inga underarter finns listade i Catalogue of Life.